# Psylla elegantissima
Psylla elegantissima är en insektsart som beskrevs av Loginova 1964. Psylla elegantissima ingår i släktet Psylla och familjen rundbladloppor. Inga underarter finns listade i Catalogue of Life.